# Daisei Suzuki
Daisei Suzuki (japanisch 鈴木 大誠 Suzuki Daisei; * 28. Mai 1996 in der Präfektur Nara) ist ein japanischer Fußballspieler.

## Karriere
Daisei Suzuki erlernte das Fußballspielen in der Schulmannschaft der Seiryō-Oberschule und der Universitätsmannschaft der Universität Tsukuba. Seinen ersten Vertrag unterschrieb er 2019 bei Tokushima Vortis. Der Verein spielte in der zweithöchsten Liga des Landes, der J2 League. Die Saison 2020 wurde er an den Zweitligisten FC Ryūkyū ausgeliehen. Für den Verein, der in der Präfektur Okinawa beheimatet ist, stand der 21-mal in der zweiten Liga auf dem Spielfeld. Ende Januar 2021 kehrte er nach der Ausleihe zu dem mittlerweile in die erste Liga aufgestiegenen Tokushima Vortis zurück. Nach nur einer Saison musste er mit Vortis als Tabellensiebzehnter wieder in die zweite Liga absteigen. Am 1. Februar 2022 wechselte er erneut auf Leihbasis zum Drittligisten Ehime FC. Für Ehime bestritt er 27 Drittligaspiele. Nach Vertragsende bei Vortis unterschrieb er im Februar 2023 einen Vertrag beim Drittligaaufsteiger Nara Club.